# ليونارد ويلر
ليونارد ويلر (بالإنجليزية: Leonard Wheeler)‏ هو لاعب كرة قدم أمريكية أمريكي، ولد في 15 يناير 1969 في توكوا في الولايات المتحدة.

## وصلات خارجية
- ليونارد ويلر على موقع مرجع كرة القدم المحترفة.كوم (الإنجليزية)